# Moûtiers
Moûtiers település Franciaországban, Savoie megyében. Lakosainak száma 3482 fő (2022. január 1.). Moûtiers Feissons-sur-Salins, Hautecour, Saint-Marcel, Salins-Fontaine és Grand-Aigueblanche községekkel határos.

## Népesség
A település népességének változása:
| Lakosok száma | 3808 | 3607 | 3966 | 3501 | 3511 | 3496 | 3467 | 3475 | 3482 |
|               | 2013 | 2015 | 2016 | 2017 | 2018 | 2019 | 2020 | 2021 | 2022 |